# Eva Baltasar i Sardà
Eva Baltasar i Sardà (rođena 26. kolovoza 1978. u Barceloni) je katalonska pjesnikinja i spisateljica. Diplomirala je pedagogiju na Sveučilištu u Barceloni. Objavila je deset knjiga poezije koje su osvojile brojne nagrade, uključujući nagradu Miquel de Palol 2008., Benet Ribas 2010. te Gabriel Ferrater 2015. godine. Njezin prvi roman Permafrost dobio je Nagradu katalonskih knjižara 2018.
Njena je poezija intimistička, često filozofična i konceptualna, a bavi se temama poput lezbijstva, vlastitog tijela, majčinstva i samoće.

## Književna djela

### Romani
- Permagel. Club Editor, 2018.[2]
- Boulder. Club Editor, 2020.
- Mamut. Club Editor, 2022.

Prijevodi djela
- Permafrost. Penguin Random House, 2018.[3] (španjolski)
- Permafrost. Nottetempo, 2019.[4] (talijanski)
- Boulder. Penguin Random House, 2020.[5] (španjolski)

### Poezija
- Laia. Columna, 2008.[6]
- Atàviques feres. Cossetània Edicions, 2009.[7]
- Reclam. Institut d'Estudis Ilerdencs, 2010.
- Dotze treballs. Pagès, 2011.[8]
- Medi aquatic. Pagès, 2011.[9]
- Poemes d'una embarassada. Pagès, 2012.[10]
- Vida limitada. Món de Llibres, 2013.[11]
- Animals d'hivern. Edicions 62, 2016.[12]
- Neutre. Bromera, 2017.
- Invertida. Lleonard Muntaner, 2017.[13]
- Nus Schiele. Club Editor, 2021.

## Nagrade
- 2008.: Nagrada Miquel de Palol za Laiu[14]
- 2008.: Nagrada Ramon Comas i Maduell za Atàviques feres[15]
- 2010.: Nagrada Benet Ribas za Dotze treballs[16]
- 2010.: Nagrada Les Talúries za Reclam[17]
- 2010.: nagrada Màrius Torres za Medi aquàtic[18]
- 2011.: Nagrada Jordi Pàmias za Poemes d'una embarassada[19]
- 2013.: Nagrada Miquel Àngel Riera za Vida limitada[20]
- 2015.: Nagrada Gabriel Ferrater za Animals d'hivern[21]
- 2016.: Nagrada Mallorca za Invertida[22]
- 2016.: Nagrada Ibn Jafadja za Neutre[23]
- 2018.: Nagrada Llibreter za Permagel[24]
- 2018.:.Nagrada L'illa dels llibres za Permagel[25]
- 2019.: Premi Continuarà de Cultura Rtve 2019.[26]